# Sphoeroides nitidus
Sphoeroides nitidus är en fiskart som beskrevs av Griffin 1921. Sphoeroides nitidus ingår i släktet Sphoeroides och familjen blåsfiskar. Inga underarter finns listade i Catalogue of Life.